# Port de Melilla
Le Port de Melilla se trouve situé dans la ville autonome de Melilla, dans la côte suroriental de la péninsule de Trois Fourches.

## Contexte
La ville de Melilla a été fondée par les Phéniciens environ au VIIa.C. avec le nom de Rusadir. Ville créée comme point d'appui, refuge et repos, ce lieu a été choisi comme port en raison de la protection naturelle qu'il offrait. Il a été référencé par l'empereur Antonio Pio Augusto Caracalla (années 211-217) dans son Itinéraire d'Antonin. Il n'y a pas de données sur le port et son utilisation par les Wisigoths, les Byzantins ou les Arabes. Peut-être est-ce dû à l'enfouissement continu du port par le fleuve qui traverse la ville, connu sous le nom de « Río de Oro ».
La ville fut prise pour le royaume d'Espagne en 1497 par Don Pedro de Estopiñan. Il servit d'embarcadère lors de la reconquête. À cette époque, le mouillage n'était pas entièrement sûr et de nombreux navires ont été perdus qui se sont échoués sur la plage de Mantelete ou sur la plage de San Lorenzo. L'artillerie du fort coulait ces navires pour qu'ils ne tombent pas aux mains de l'ennemi.
Melilla a subi un siège en 1774-1775, où le besoin d'un port est devenu évident. Les convois de secours arrivés le 29 décembre 1774 durent suspendre le déchargement des vivres et des munitions en raison du fort vent d'est qui mettait en danger les navires. De plus, l'escadron qui protégeait Melilla par mer, sous le commandement du capitaine de marine Don Hidalgo de Cisneros, a dû s'éloigner de la place assiégée pour éviter de perdre les navires, ce qui lui a coûté d'être soumis à un dossier.

## Histoire

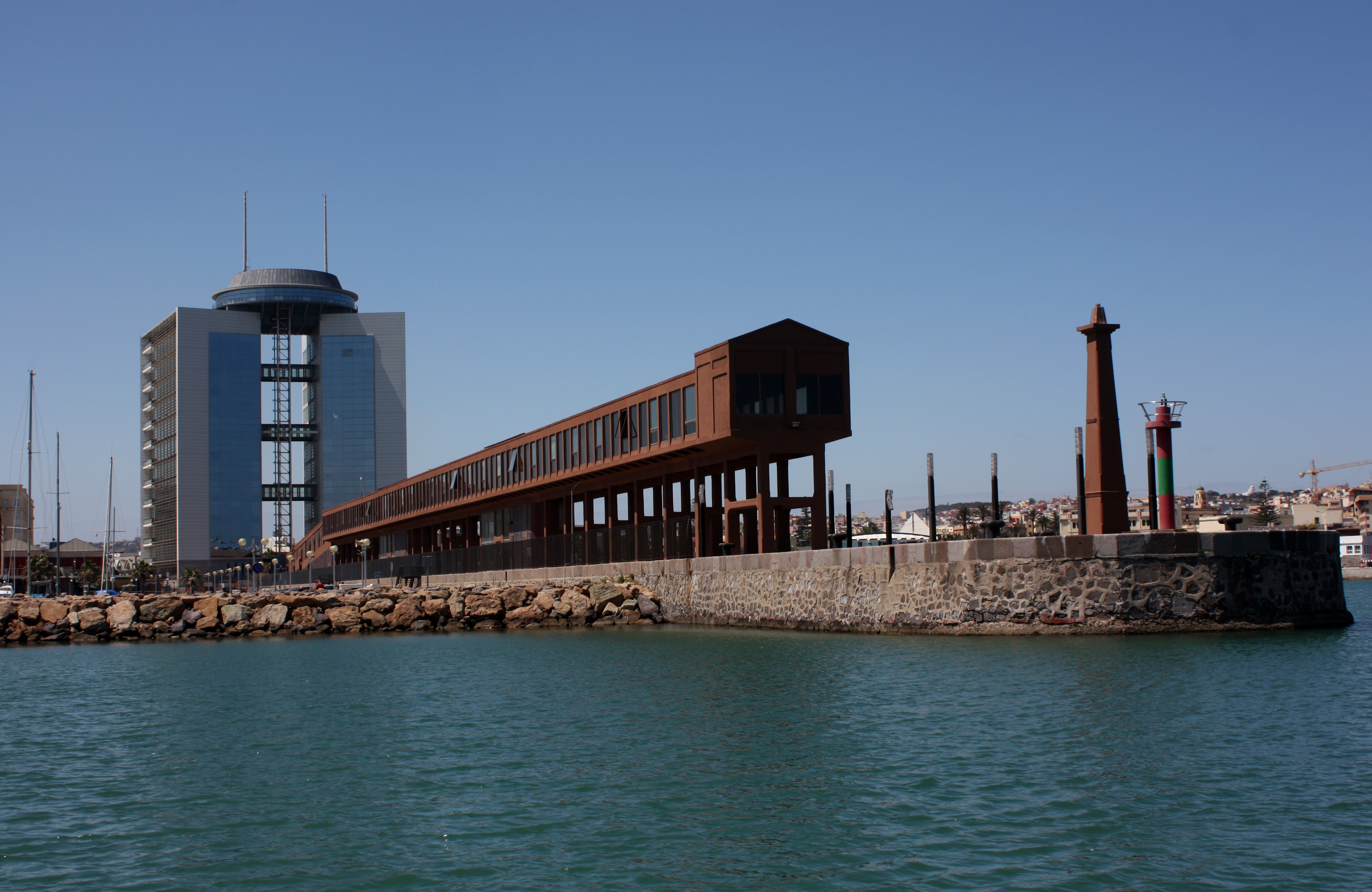
Chargement minéral Melilla.

Le 18 décembre 1902, le Conseil des travaux portuaires de Melilla est créé, présidé par le gouverneur militaire. C'est Manuel Becerra qui a commencé les études d'écriture du premier projet portuaire. Et le 17 novembre 1904, le Conseil de l'usine de Melilla fut doté du premier règlement d'organisation et de fonctionnement. Les travaux ont été inaugurés par Alphonse XIII déposant en guise d'offrande une boîte contenant plusieurs pièces ayant cours légal et un exemplaire de El Telegrama del Rif qui deviendra plus tard El Telegrama de Melilla.
En 1909, les autoroutes de Melilla à Nador, de Nador à Zeluan, de Melilla au Zoco el Had de Beni Sicar et de Melilla à Tres Forcas ont été planifiées et construites, toujours sous la direction de D. Manuel Becerra. Dans cette période fébrile, une centrale électrique de 135,80 chevaux, le premier projet d'approvisionnement en eau de la ville, un souk, un grenier à grains et une infirmerie indigène sont également construits. La plupart d'entre eux sont encore en bon état.
Un jour de mars 1914, les vagues atteignent 18 mètres de hauteur, emportant complètement les quais et détruisant une grande partie du barrage en construction. Plus de 15 navires ont été perdus et 20 autres ont été gravement endommagés. Les tempêtes se succédèrent cette année-là et les suivantes, perdant de nombreux bateaux et créant de grands dégâts dans le port. Bien que la plus forte tempête subie par la ville se soit produite le 12 mars 1925, où des bâtiments situés à trente mètres au-dessus du niveau de la mer ont été touchés par les eaux. Le 12 avril 1927, la ville de Melilla a été inondée par des pluies torrentielles, la laissant coupée même par le télégraphe.
Entre 1917 et 1925, la zone de chargement des minerais a été construite à la demande de la Compañía Española de Minas del Rif, avec une capacité d'accostage pour des navires jusqu'à 160 mètres de longueur/20 largeurs. La capacité de chargement réelle a atteint 1 000 tonnes de base. De plus, les quais de Ribera seraient achevés, augmentant la ligne d'accostage et empêchant le déchargement des marchandises par barge. Cependant, les nombreuses campagnes militaires ont rendu la construction de la digue très lente. 49 navires avec 25 000 hommes ont débarqué dans le port de Melilla pour participer aux malheureux événements de la Annual Disaster entre le 24 juillet et le 3 août 1921. Entre 1937 et 1940, la Baliza del Morro a été construite. En 1966, la 3e loi sur le régime financier des ports a établi des tarifs spéciaux pour Melilla. Le volume des exportations de minerai chutera considérablement pendant un certain temps jusqu'en 1980, lorsque la zone de chargement du minerai de la ville effectuera son dernier service,,,.

## Compagnies maritimes et destinations
| Málaga  | Port de Málaga  | Trasmediterránea / Baleària |
| Almería | Port de Almería | Trasmediterránea / Baleària |
| Motril  | Port de Motril  | Baleària                    |

## Statistiques
|                          | Passagers | Croiseurs | Produit (t) |
| ------------------------ | --------- | --------- | ----------- |
| 2010                     | 633 044   | 0         | 702 752     |
| 2011                     | 642 733   | 0         | 865 905     |
| 2012                     | 810 883   | 0         | 835 770     |
| 2013                     | 783 930   | 0         | 764 410     |
| 2014                     | 772 124   | 254       | 836 482     |
| 2015                     | 844 260   | 1 352     | 935 129     |
| 2016                     | 889 348   | 1 224     | 1 059 469   |
| 2017                     | 833 033   | 0         | 934 966     |
| 2018                     | 828 659   | 368       | 827 812     |
| 2019                     | 842 983   | 631       | 834 568     |
| 2020                     | 234 536   | 0         | 632 150     |
| 2021                     | 265 903   | 1 374     | 993 622     |
| 2022                     | 641 263   | 5 025     | 566 365     |
| Source : Port de Melilla |           |           |             |